# Кобдар
Кобдар (ісп. Cóbdar) — муніципалітет в Іспанії, у складі автономної спільноти Андалусія, у провінції Альмерія. Населення — 165 осіб (2010).
Муніципалітет розташований на відстані близько 380 км на південь від Мадрида, 50 км на північний схід від Альмерії.

## Демографія
Динаміка населення (INE ):